# Lee Hyeon-seo
Lee Hyeon-seo (coreano: 이현 서, janeiro de 1980),  mais conhecida por seu livro, The Girl with Seven Names, é uma desertora e ativista norte-coreana que vive em Seul, Coreia do Sul, onde ela é uma estudante. Ela escapou da Coreia do Norte e depois guiou sua família para fora da Coreia do Norte através da China e do Laos.

## Início da vida na Coréia do Norte
Lee cresceu em Hyesan, Coreia do Norte. "Quando eu era jovem, pensei que meu país era o melhor do planeta", explicou Lee em sua palestra no TED em fevereiro de 2013. "Eu cresci cantando uma música chamada 'Nothing to Envy'. Eu me senti muito orgulhosa. Eu pensei que minha vida na Coreia do Norte era normal, mesmo quando eu tinha sete anos de idade, vi minha primeira execução pública ". Sua família não era pobre, mas depois que a fome na Coreia do Norte ocorreu nos anos 90, ela testemunhou muito sofrimento e morte.
Mais tarde, ela lembrou uma carta que sua mãe recebeu da irmã de um colega, dizendo: "Quando você ler isso, todos os cinco membros da família não existirão neste mundo, porque não comemos nas últimas duas semanas, andar juntos, e nossos corpos são tão fracos que estamos prontos para morrer ". Pouco tempo depois, Lee "viu outra visão chocante do lado de fora de uma estação de trem - uma mulher estava deitada no chão, aparentemente morta, com uma criança faminta nos braços olhando para o rosto". Lee disse mais tarde: "Ninguém os ajudou, porque eles estavam tão concentrados em cuidar de si mesmos e de suas famílias".

## Fuga

### China
Em 1997, Lee atravessou o rio congelado Yalu sozinha, em conluio com um guarda de fronteira amigável para realizar um sonho que tinha antes de ir para a faculdade, apenas planejando ficar um pouco antes de retornar. No entanto, devido a complicações com a polícia de segurança norte-coreana, ela teve que viver com parentes na China como imigrante ilegal. Ela conseguiu comprar a identidade de uma garota com problemas mentais de Heilongjiang e, com ela, obteve passaporte e carteira de motorista. A certa altura, depois de ser acusada de ser norte-coreana, ela foi interrogada pela polícia e testada em chinês e em conhecimento da China. Por insistência do pai, ela aprendeu caracteres chineses quando criança, e passou no teste.

### Coreia do Sul
Depois de 10 anos vivendo como um fugitivo na China, Lee conseguiu escapar para a Coreia do Sul. Chegando ao Aeroporto Internacional de Incheon em janeiro de 2008, ela entrou no escritório de imigração e declarou sua identidade como requerente de asilo na Coreia do Norte. Ela "foi levada rapidamente para outra sala", onde as autoridades inspecionaram seus documentos, perguntaram se ela era realmente chinesa e "me informaram que eu ficaria preso por um período não especificado e depois deportado de volta para a China se eu viesse em violação. da lei coreana. Além disso, se o governo chinês soubesse que eu não era realmente um cidadão chinês, seria preso, multado e depois deportado novamente: de volta à Coreia do Norte ".
Ela pediu que ligassem para o Serviço Nacional de Inteligência, que três horas depois a levou ao centro de Seul . Ela estudou para o vestibular. Ela foi submetida a um curso de orientação para a vida na Coréia do Sul e recebeu uma casa para morar. Ela "começou com sentimentos mistos de medo e excitação, mas se estabelecer era muito mais desafiador do que eu esperava. Percebi que havia uma grande lacuna entre o Norte e o Sul, variando de formação educacional a diferenças culturais e linguísticas. Somos pessoas racialmente homogêneas por fora, mas por dentro nos tornamos muito diferentes como resultado dos 63 anos de divisão. " Ela suportou o preconceito antinorte-coreano e às vezes pensava "seria muito mais fácil voltar à China". Depois de "um ano de confusão e desordem", no entanto, ela "finalmente conseguiu encontrar sentido em [sua] nova vida".

## Fuga em família
Lee recebeu a notícia de que a polícia norte-coreana havia interceptado o dinheiro que ela havia enviado à sua família através de um corretor e que sua mãe e seu irmão "seriam removidos à força para um local desolado no campo". Lee agonizou por um tempo e decidiu voltar atrás, sabendo que nenhum dos dois podia falar ou entender chinês. Ela voltou para a China, conheceu sua família em Changbai, enquanto o irmão ajudava a mãe a atravessar a fronteira para a China.
Ela então os guiou em uma viagem de 3.000 quilômetros pela China, durante a qual "quase foram apanhados várias vezes". A certa altura, quando eles foram parados e interrogados por um policial, Lee disse que sua família, que não entendia chinês, era surda e muda de pessoas que ela estava acompanhando. Ele aceitou a história e deixou que passassem. Na fronteira com o Laos, Lee encontrou um corretor e pagou-o para levar sua mãe e seu irmão até a Embaixada da Coreia do Sul em Vientiane . No caminho para um aeroporto na China para voar de volta para a Coréia do Sul, ela foi informada de que sua mãe e irmão "haviam sido pegos quando cruzaram a fronteira".
Ela então viajou para Luang Namtha, Laos, onde pagou suborno e multa. Após um mês de provações, seus familiares foram libertados. Ela viajou com eles para Vientiane, onde seus familiares foram presos e presos novamente "apenas a uma curta distância da embaixada da Coreia do Sul". Lee andava de um lado para o outro entre o escritório de imigração e a Agência Nacional de Polícia por quase 50 dias,  "tentando desesperadamente tirar minha família ... mas eu não tinha dinheiro suficiente para pagar os subornos. Eu perdi toda a esperança. "
Para sua sorte, um estranho de língua inglesa - identificado em sua autobiografia como um australiano afável chamado Dick Stolp - perguntou-lhe: "O que há de errado?" Ela explicou, em seu inglês falado, com o uso de um dicionário, e "o homem foi ao caixa eletrônico e pagou o resto do dinheiro para minha família e outros dois norte-coreanos saírem da cadeia". Quando ela perguntou: "Por que você está me ajudando?" ele respondeu: "Não estou ajudando você ... estou ajudando o povo norte-coreano". Lee descreveu isso como "um momento simbólico na minha vida", com o homem servindo como símbolo de "nova esperança para mim e para outros norte-coreanos ... Ele me mostrou que a bondade de estranhos e o apoio da comunidade internacional são verdadeiramente os raios" de esperança que o povo norte-coreano precisa. "
Mais tarde, ela disse que esse encontro marcou o momento "em que minha visão do mundo mudou e eu percebi que havia muitas pessoas boas neste planeta. Eu também percebi como a vida é preciosa. " Logo ela e sua família estavam morando na Coreia do Sul.

## Vida atual
Em 2011, Lee escreveu que estava aprendendo inglês "para aumentar minhas perspectivas", observando que a "falta de inglês dos norte-coreanos é uma desvantagem" no mercado de trabalho. Na China, ela dedicou muito tempo para aprender chinês, mas "nunca pensou que eu estivesse sob tanto estresse com o idioma na Coreia do Sul". Ela trabalhou meio período e "teve aulas de contabilidade em diferentes institutos e obteve as certificações necessárias para o trabalho". Em 2011, ela "foi admitida no departamento de língua chinesa da Universidade de Estudos Estrangeiros de Hankuk (por admissão especial). [Ela] escolheu o idioma como sua principal esperança, [de] poder participar de um comércio cada vez maior com a China ".
Ela observou que estava "trabalhando no Ministério da Unificação da Coreia do Sul como jornalista estudantil, ao lado de estudantes universitários sul-coreanos. [Ela escreveu] artigos sobre o relacionamento entre as Coreias do Norte e do Sul, bem como a possibilidade de reunificação ". Além disso, ela foi uma das "50 estudantes universitários que escaparam da Coreia do Norte para o programa 'Inglês para o Futuro', patrocinado pela Embaixada Britânica em Seul, o que a ajuda a manter seus estudos de inglês".
Ela estava fazendo trabalho voluntário "por gratidão por toda a ajuda que recebi desde que cheguei aqui e com esperança de retribuir o favor a outras pessoas necessitadas". Em maio de 2014, Lee ainda estudava na Universidade de Estudos Estrangeiros de Hankuk e trabalhava como estudante jornalista no Ministério da Unificação.

### Trabalho ativista
Lee falou sobre suas experiências em uma conferência TED em Long Beach, Califórnia, em fevereiro de 2013. O vídeo do YouTube de sua palestra recebeu mais de 7,5 milhões de visualizações.
Em maio de 2013, Lee apareceu em um programa de TV australiano no qual se reuniu com o estranho que a ajudou em Vientiane em 2009, o australiano Dick Stolp. "Fiquei muito feliz", disse Lee. "Ele diz: 'Eu não sou um herói', mas eu digo que ele é um herói moderno." Stolp disse: "Você ajuda uma mão pequena e ela chega a outras mãos e pensa: 'Isso é ótimo, é uma coisa boa.' ... Estou conhecendo alguém que agora está fazendo coisas boas, e por dentro não posso deixar de sentir 'Ei! Ajudei essa senhora a sair e mudar sua vida. '" Ela foi entrevistada pela BBC, CNN, CBS News e muitas outras emissoras de TV e rádio ao redor do mundo.
Ela falou no Fórum da Liberdade de Oslo em maio de 2014.